# 두무지드

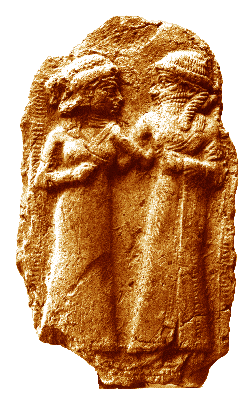

두무지드(수메르어: 𒌉𒍣) 또는 탐무즈(시리아어: ܬܡܘܙ, 히브리어: תַּמּוּז)는 고대 근동의 신의 이름으로 수메르 바드티비라의 양치기의 신이다. 바빌로니아 달력에서 탐무즈 달은 동명의 신 탐무즈를 기념하여 만들어졌다. 수메르 왕명표에 따르면 그는 홍수 이전의 5번째 왕이었다. 구아의 두무지드는 어부로 첫 왕조 세 번째 또는 우루크의 왕이었다.

## 두무지드와 인안나
활달한 대지의 여신 이슈타르가 식물과 생명의 성장의 신인 자신의 형제 탐무즈를 격렬하게 사랑했다는 신화가 있다. 탐무즈는 천상의 낙원에서 자라고 있는 에리다 나무 아래서 인간의 눈에는 보이지 않는 가축의 무리에게 풀을 먹이고, 천상의 짐승뿐만 아니라 지상의 짐승들에게도 한낮의 쨍쨍한 태양으로 보살펴주고 있었다. 이슈타르는 그와 사랑에 빠졌고, 탐무즈는 이슈타르에게 자신의 남성적인 힘을 과시하려고 멧돼지 사냥을 나갔다가 멧돼지의 날카로운 어금니에 받혀 죽어서 명계를 다스리는 이슈타르의 자매 에레슈키갈에게 간다. 이에 슬픔에 빠진 이슈타르는 직접 명계로 내려간다. 에레슈키갈은 명계의 법칙에 따라 이슈타르의 옷을 벗긴다. 아름다운 그녀의 모습을 질투한 에레슈키갈은 이슈타르를 가둬놓는다. 한편 지상에는 사랑과 성욕의 여신이 명계에 내려가자 남자들과 여인들의 성욕이 없어져 세계의 인구가 줄어든다. 제물을 바치고 신들을 존경해줄 존재들이 사라질까 두려워진 신들은 에레슈키갈에게 이슈타르를 풀어줄 것을 요구하고, 이슈타르는 탐무즈의 부활을
요구한다. 신들의 중재 끝에 겨울동안은 탐무즈가 명계에서 에레슈키갈과 머무르고 봄에 다시 부활하여 이슈타르와 함께 머무르기로 했다.

## 탐무즈 숭배
수메르인은 매해 봄마다 수태 준비를 마친 대지에 씨를 뿌린 뒤 탐무즈의 부활제를 올렸다. 그들은 탐무즈를 성장의 신으로서, 대지의 여신이 탐하는 남성적인 힘의 상징으로서 숭배했다. 이러한 풍년제 기간에는 모든 아내가 자신의 남편뿐 아니라, 좋아하는 다른 남자와도 잘 수 있는 권리를 남편에게 인정받고는 자유롭게 사랑의 상대를 선택할 수 있었다. 그렇긴 하나 남편 이외의 남성의 정액은 밖으로 흐르게 하여 스스로 임신하지 않도록 주의해야 했다. 그렇지 않으면 결혼의 의무를 저버리기 때문이다.

## 같이 보기
- 메소포타미아 신화